# کلیسای جامع قدیمی کوئنکا
کلیسای ساگراریو به معنی کلیسای زیارتگاه که همچنین به عنوان کلیسای جامع (کاتدرال) قدیمی کوئنکا شناخته می‌شود، معبدی است که ساخت آن در اواسط قرن شانزدهم میلادی آغاز شد و در زمان استعمار اسپانیا در کوئنکا (اکوادور) به عنوان محل اصلی عبادت اسپانیاییان در نظر گرفته می‌شد. امروزه این بنا به عنوان موزه هنرهای مذهبی عمل می‌کند که به خاطر انواع مختلف محراب‌ها و تاریخی که ارائه می‌دهد، شناخته شده است. این موزه در مرکز شهر کوئنکا واقع شده و یکی از نمادین‌ترین موزه‌های شهر است که در پارک کالدرون، روبروی کلیسای جامع جدید واقع شده است.
این عمارت بخشی از مرکز تاریخی شهر است و کلیسا در سال ۱۹۹۹ توسط یونسکو به عنوان میراث جهانی نامگذاری شد و آن را به یکی از نمادین‌ترین مکان‌ها در کوئنکا تبدیل کرد زیرا تنها کلیسایی است که داخل و در پشت ساختمان دارای ارگ دمنده است. از آن به عنوان همراهی موسیقی برای گروه‌های کر استفاده می‌شد. با این حال، اکنون از سرویس خارج شده است.